# Hans Svaning
Hans Svaning (1503 – 20. september 1584) var en dansk historiker.
Svaning blev født i landsbyen Svaninge på Fyn. Hans forældre var bønder, men han havde en slægtning i den gejstlige stand, magister Jens Andersen, kansler hos biskoppen i Odense, der hjalp ham til at studere. Der fortælles, at han i sin barndom var halt og skævbenet, men at han ved et pludseligt fald fik sin førlighed. Han gik i Københavns Skole, mens Christiern Thorkelsen Morsing var rektor der (omkring 1519), og han havde siden meget at fortælle fra den tid, da Sigbrit Willoms dominerede i København og lod de fornemme herrer stå uden for sin gadedør i regn og slud, mens hun formente de fattige skolepeblinger at gå rundt og tigge deres føde, som de var vant til. Efter at have studeret nogle år ved Københavns Universitet kom Svaning 1529 til Wittenberg, hvor han blev længe og 1533 tog magistergraden. Han må allerede her have givet sig af med historiske studier, da Philipp Melanchthon et par år efter, at han var kommet hjem, foreslog Christian 3. at lade
ham beskrive den danske reformationshistorie. For øvrigt omtales det, at han med megen venlighed tog sig af yngre danske studerende, der opholdt sig i Wittenberg. Midlerne til sit eget lange ophold der har han måske fået ved, at indtægten af et præstekald på Fyn var ham tillagt, mod at han sørgede for, at det blev tilbørlig betjent af en kapellan. I hvert fald havde han 1532 fået kongeligt løfte på sådant.
1539 blev han kaldet til professor i retorik ved Københavns Universitet, men indtog dog kun i to år denne stilling, da han 1541 blev lærer for den syvårige tronfølger, prins Frederik (2.). 1548 fulgte han denne på hans hyldingsrejse til Norge, ved hvilken lejlighed han ved sin opfordring bevægede Laurents Hansen til at oversætte en del af de norske kongesagaer til dansk. Som løn for sin lærergerning aflagdes Svaning med kapitelspræbender i Roskilde, Lund og Ribe. Sidstnævnte sted fik han 1547 dekanatet med løfte om det første ledige kanonikat.
Da prinsen var 18 år gammel, var hans læretid forbi, og Svaning trak sig nu tilbage til sit prælatur i Ribe, der blev hans fremtidige hjem. I 1550'erne indsamlede han historisk kildemateriale fra klostre og andre steder og var i den forbindelse formodentlig udstyret med et kongebrev, der ikke er bevaret. Det har fået nogen til at mene, at han skulle have været udnævnt til "Danmark Riges Historicus", kongelig historiograf, men samtidige kilder giver ikke belæg for en sådan antagelse. Det er dog stærkt sandsynligt, at kansler Johan Friis havde opfordret Svaning til at skrive et fortsættelse til Saxos Gesta Danorum. For at få stof til et sådant værk rejste Svaning rundt til forskellige dele af landet for navnlig i klostrenes bogsamlinger og arkiver at udsøge, hvad der kunne tjene til hans formål. Snart blev imidlertid hans tid og flid taget i brug til andre litterære opgaver, nærmest af politisk art, idet regeringen benyttede ham til at besvare et nærgående angreb på Danmark, som den afdøde svenske ærkebiskop Johannes Magnus var fremkommet med i sit posthumt udgivne værk Gothorum Sveonumqve historia.
Det var navnlig kansler Johan Friis, der holdt på, at den svenske forfatter burde gendrives. 1559, da Svaning var færdig med sit modskrift, fik Københavns Universitets professorer befaling til at gennemse det, om de mulig kunne forbedre noget deri. De foreslog da også nogle forandringer, vistnok især for at mildne den skarpe polemik; men da disse ændringer blev forelagt kongen og kansleren, fik professorerne dem tilbage med den bemærkning, at hvad de havde slettet af Svanings bog, skulle blive stående og intet udelades, "efterdi det er Sandingen". Svanings arbejde, der dels indeholdt en gendrivelse af Johannes Magnus, dels en fremstilling af kong Hans' historie, blev da trykt. Men efter at det var færdigt fra pressen, må man være kommet på de tanker, at det ikke var så heldigt, at det udkom under Svanings navn. Man greb da til den udvej at fjerne Svanings navn på titelbladet og i stedet for sætte den afdøde professor Petrus Parvus Rosæfontanus' samt tillige omtrykke nogle blade for at give det udseende af, at det var et ældre skrift, der væsentlig skrev sig fra den tid, da Parvus skulle have færdedes i udlandet i Christian 2.s følge. Det har dog muligvis også haft betydning, at skriftet mod store (magnus) Johannes blev udgivet af lille (parvus) Peter. I denne skikkelse udkom da bogen under titlen: Refutatio calumniarum cujusdam Joannis Magni Gothi ... Huic accessit chronicon sive historia Joannis regis Daniæ in declarationem ejusdem refutationis (1560 angivet på titelbladet, faktisk trykt 1561).
Der vil ikke her blive dvælet ved dette skrifts senere skæbne. Snart efter dets fremkomst fulgte det blodige sammenstød mellem de nordiske riger, Den Nordiske Syvårskrig. Under denne blev der atter lagt beslag på Svanings publicistiske evner, og han måtte på regeringens forlangende forfatte flere afhandlinger til gendrivelse af svenske fejdeskrifter, ligesom han senere under lensstridighederne med kongens farbrødre, de slesvigske hertuger, måtte låne regeringen sin øvede pen. Men med undtagelse af ovennævnte Refutatio vides ingen af Svanings skrifter at være udgivet i hans levetid. Hans Retraktat eller Forklaring paa den Beretning, som er nyligen udgangen de svenske til Vilje om alt det, som er sket og forhandlet mellem de danske og de svenske (1565, trykt hos Holger Rørdam: Monumenta historiæ Danicæ, bind 2 (1875))indeholder dog en god udredning af årsagerne til krigen i Norden.
Det er vel sandsynligt, at disse publicistiske hverv sinkede Svaning i hans arbejde på en Danmarkshistorie. I hvert fald gik det langsomt fra hånden, skønt Svaning ikke savnede kraftige opfordringer til at fuldende dette nationale foretagende. Følgen var, at den mening efterhånden dannede sig, at han dog ikke var sin opgave ret voksen. Det lader dog til, at han i alt væsentligt var nået til Frederik 1.s tid; men så fik Anders Sørensen Vedel, der for øvrigt var Svanings svigersøn, 1578 ventebrev på det prælatur i Ribe, som Svaning havde, og 24. februar 1579 fik Svaning befaling til med det første at begive sig til kongen med, hvad han havde forfattet og sammendraget til Danmarks historie, hvad enten det var aldeles fuldendt eller ikke, og tage med sig, hvad gamle dokumenter han havde samlet, og overgive det alt sammen til kansler Niels Kaas, "paa det fornævnte danske Historie med des større Frugt og Fuldkommenhed kunde forfærdiges og udgaa". Værket blev nu overgivet til Københavns Universitets bedømmelse, men det kom ikke videre. Svaning var jo også en gammel mand og savnede vistnok den energi og åndslivlighed, som hørte til for at lægge sidste hånd på værket og drive på, at det kunne komme for lyset.
I mange år hørte nu Svanings arbejde til de håndskrifter, der gemtes i Københavns Universitetsbibliotek og gik fra den ene historieskriver til den anden. Arild Huitfeldt har benyttet det i større målestok, og Johannes Meursius ikke mindre. 1658, da krigen rasede mellem Danmark og Sverige, fandt en eller anden, der ville Danmark ilde, det formålstjenligt i Frankfurt am Main at udgive den del af Svanings værk, der omhandlede Christian 2.s historie. Denne konge var nemlig afmalet af Svaning med de sorteste farver, og det var vand på svenskernes mølle, en slags forsvar for deres overfald på Danmark. For øvrigt indeholder samme historie maleriske træk af Svanings egne oplevelser eller erindringer fra hans ungdom, og så upålidelig hans Christian 2.s historie end er i mange ting, må den dog altid rådspørges, når man sysler med den tid. I det hele var streng pålidelighed just ikke Svanings sag. Han synes mere at have lagt vægt på en livlig og anskuelig fortælling, og når han ikke havde tilstrækkelige historiske kilder, havde han fantasi nok til at udfylde det manglende ved gætværk og dristige kombinationer. Dog har han den fortjeneste, at han med flid har eftersøgt kilder til den danske middelalders historie, og man vil også kunne
finde pålidelige efterretninger hos ham, som ville have været tabt, hvis han ikke havde optegnet dem. Man må derfor beklage, at det meste af hans håndskrevne efterladenskaber gik til grunde
ved universitetsbibliotekets brand 1728.
Svaning døde i Ribe 20. september 1584, 81 år gammel. I en fremskreden alder havde han 30. september 1554 ægtet den 15-årige Marine, datter af borgmester Søren Jacobsen Stage i Ribe. Hun blev moder til 15 børn og døde 4. juli 1615. Den svenske historiker
Johannes Messenius (1579-1636), der i en senere tid tog sig for at imødegå Svanings ovennævnte gendrivelse af Johannes Magnus, sagde om ham, at han egnede sig bedre til at avle børn end til at skrive bøger (liberis qvam libris procreandis aptior fuit). En blidere dom blev fældet af Vedel, af hvem Svaning i 1567 omtales som en såre værdig og kundskabsrig mand, vir prudens, gravis et in omni eruditionis genere excellens, maxime omnis antiqvitatis et historiarum peritissimus.
Det Danske Sprog- og Litteraturselskab står bag en projekteret udgivelse af de dele af Svanings danmarkshistorie, som det kan lade sig gøre at rekonstruere. Foruden den latinske tekst vil den komme til at indeholde en paralleloversættelse til dansk, begge udarbejdet af Peter Zeeberg.